# Bohdan Paczyński
Bohdan Paczyński (8. února 1940 Vilnius – 19. dubna 2007 Princeton) byl polský astronom.
Jeho rodina musela po druhé světové válce opustit Kresy a usadila se ve Varšavě. První odborný článek publikoval Paczyński již v osmnácti letech.  V roce 1962 absolvoval Varšavskou univerzitu a začal pracovat v Astronomickém centru Polské akademie věd. Zkoumal vývoj hvězd a proměnné hvězdy. Spolu s Paulem Wiitou popsal Paczyńského-Wiitův potenciál nerotující černé díry. Zabýval se také gama záblesky, temnou hmotou, akrečními disky a vyvinul metodu vyhledávání vesmírných objektů pomocí gravitačních čoček. V roce 1979 získal profesuru a byl vyslán jako hostující vědec na Kalifornský technologický institut. Po vyhlášení výjimečného stavu v roce 1981 se rozhodl zůstat v USA a působil na Princetonské univerzitě. Roku 1984 byl přijat do Národní akademie věd Spojených států amerických. Spolu s Grzegorzem Pojmańskim inicioval výzkumný projekt ASAS. Navrhl také rozmístění dalekohledů v libračních centrech, které by včas varovaly před potenciálně nebezpečnými objekty. Patří k nejcitovanějším polským vědcům.
Stal se prvním, komu byla udělena Zlatá medaile Královské astronomické společnosti, George Darwin Lectureship i Eddingtonova medaile. Získal také Heinemanovu cenu, Cenu Bruna Rossiho, Medaili Karla Schwarzschilda, Medaili Catheriny Bruceové, Medaili Henryho Drapera, cenu Nadace pro polskou vědu a posmrtně Řád znovuzrozeného Polska. Je po něm pojmenována planetka 11755 Paczynski a Medaile Bohdana Paczyňského udělovaná Polskou astronomickou společností.